# Soligny-la-Trappe
Soligny-la-Trappe település Franciaországban, Orne megyében. Lakosainak száma 633 fő (2022. január 1.). Soligny-la-Trappe Bonsmoulins, Les Genettes, Saint-Aquilin-de-Corbion, Sainte-Céronne-lès-Mortagne, Les Aspres, Saint-Martin-des-Pézerits, Saint-Ouen-de-Sécherouvre és Tourouvre au Perche községekkel határos.

## Népesség
A település népessége az elmúlt években az alábbi módon változott:
| Lakosok száma | 684  | 696  | 706  | 674  | 671  | 668  | 667  | 638  | 633  |
|               | 2013 | 2015 | 2016 | 2017 | 2018 | 2019 | 2020 | 2021 | 2022 |